# Atemptat de Roses del 2001
El 17 de març de 2001 ETA va cometre un atemptat a Roses fent explotar un cotxe que causà la mort del mosso d'esquadra Santos Santamaría, que va ser el primer membre d'aquest cos policial assassinat per aquesta banda armada.
ETA va advertir durant el dia 17 de març de 2001 de la presència de l'artefacte davant l'hotel Montecarlo de Roses amb un comunicat al diari Gara. L'explosió, però, es va produir abans del previst, quan l'hotel s'estava desallotjant. Un dels mossos d'esquadra que estaven per la zona, Santos Santamaría (de 32 anys), va morir a causa de l'impacte dels trossos de ferralla. La bomba es trobava dins un Ford Escort amb matrícula de València. Un autobús que transportava escolars alemanys va quedar carbonitzat, tot i que va servir també per fer de pantalla i evitar mals majors. Diversos edificis i vehicles de la urbanització Santa Margarida també van resultar afectats; les destrosses es van calcular en uns 400 milions de pessetes. El dia posterior a l'atemptat 1.500 persones es van concentrar davant l'Ajuntament per mostrar el seu rebuig a l'atemptat, i es van declarar dos dies de dol.
Santos Santamaría va ser el primer mosso d'esquadra assassinat per ETA. L'agent va ser designat fill adoptiu de Roses a títol pòstum. El juliol del 2005 l'Audiència Nacional va condemnar a 75 anys de presó els etarres Aitor Olaizola Baseta i Eider Pérez Aristizabal com a autors dels fets, i el 2009 s'hi va afegir Ainhoa Múgica Goñi amb 69 anys de presó per haver col·laborat en la preparació de l'atemptat.
Aquest va ser el tercer atemptat d'ETA a les comarques gironines, després que el 1997 ETA explotés dos artefactes a Lloret de Mar (a la platja de Fenals i a la cala Banys) i el gener del 2001 posessin una bomba a la delegació de Defensa de Girona (actual Parc del Migdia).